# Йосафат (Говера)
Владика Йосафа́т Оле́г Гове́ра (нар. 12 вересня 1967, Івано-Франківськ) — єпископ, перший волинський екзарх Української греко-католицької церкви, титулярний єпископ Цезаріани.

## Життєпис
Народився 12 вересня 1967 року в м. Івано-Франківську (нині Україна) в сім'ї Ярослава і Марії. Рідний брат Івана Андрія Говери (*1966), священника УГКЦ, синкела у справах мирян Тернопільсько-Зборівської архієпархії та  Василя Говери (*1972),священника УГКЦ, апостольського адміністратора для католиків візантійського обряду в Казахстані та Центральній Азії.
Після закінчення середньої школи навчався у підпільній духовній семінарії 30 травня 1990 року отримав ієрейські свячення і призначений настоятелем парафії Святих Володимира і Ольги в смт Великій Березовиці Тернопільського району.
У 1996—1999 роках навчався у Люблінському католицькому університеті. Після цього був віце-ректором Тернопільської вищої духовної семінарії імені Патріарха Йосифа Сліпого.
Упродовж 2004–2007 років навчався у Папському східному інституті в Римі, де здобув ліценціат із пасторальної теології.
15 січня 2008 року назначений першим волинським екзархом Української греко-католицької церкви в Луцьку, на що було отримано підтвердження з Ватикану від Святішого Отця Папи Бенедикта XVI, котрий надав йому також титулярний престол Цезаріани.
7 квітня 2008 року в Тернополі у Катедральному соборі Непорочного Зачаття відбулася хіротонія.   
12 квітня 2008 року  в Луцьку в храмі Різдва Пресвятої Богородиці відбулася інтронізація (введення на престол). З того часу храм став катедральним.
21 вересня 2014 року брав участь в освяченні Прокатедрального храму Благовіщення Пресвятої Богородиці в Бучачі.